# Marcos José Falcón Tovar
Marcos José Falcón Tovar es un deportista venezolano que compitió en judo adaptado. Ganó una medalla de bronce en los Juegos Paralímpicos de Londres 2012, en la categoría de –66 kg.

## Palmarés internacional
| Juegos Paralímpicos | Juegos Paralímpicos   | Juegos Paralímpicos | Juegos Paralímpicos |
| Año                 | Lugar                 | Medalla             | Categoría           |
| ------------------- | --------------------- | ------------------- | ------------------- |
| 2012                | Londres (Reino Unido) | Medalla de bronce   | –66 kg              |